# Амирсеитов, Ильяс Ерсеитович
Ильяс Ерсеитович Амирсеитов (каз. Ілияс Ерсейітұлы Әмірсейітов; 22 октября 1989) — казахстанский футболист, защитник клуба «Хан-Тенгри».

## Карьера
В качестве профессионального футболиста дебютировал в команде первой лиги — «Сункар» из Каскелена.
В сезоне 2010 года выступал за «Кайрат», провёл на поле 30 игр. В следующем сезоне снова оказался в Каскелене. «Сункар» в 2011 году смог выиграть путёвку в высшую лигу, но не смог там удержаться. Следующий сезон Амирсеитов снова провёл в первой лиге в «Сункаре». В чемпионате 2014 года играл в семейском «Спартаке», по ходу сезона в «Кыран». С 2015 года сменил клуб на «Жетысу».

## Достижения
«Кайсар»
- Обладатель Кубка Казахстана: 2019